# جام جهانی الکترونیکی فیفا
جام جهانی الکترونیکی فیفا (به انگلیسی: FIFA eWorld Cup) گونه‌ای از مسابقه‌های ورزش الکترونیک است که توسط فیفا و شریکش ای‌ای اسپورتس برگزار می‌شود. نخستین این مسابقه‌ها در سال ۲۰۰۴ بود و بازی آن نیز فیفا است.
هر تورنمنت بازیکنانی دارد که در بازی های آخرین نسخه سری بازی‌های ویدیویی FIFA شرکت می کنند. مسابقات انتخابی به میلیون‎‎‌ها نفر اجازه می دهد تا در مراحل اولیه آنلاین به رقابت بپردازند، که منجر به شناخته شدن این مسابقات به عنوان بزرگترین بازی آنلاین ورزش الکترونیک توسط رکوردهای جهانی گینس می شود اما از ایران هم کاربرانی همچون احمد شاملو ...حمید عسکری... محمد کردانی و.... به مرحله پلی آف دوره 2023 رسیدند.
آخرین قهرمان محمد هاركوس (MoAuba) از آلمان است. هارکوس اولین بازیکن پلی استیشن ۴ است که اولین بار در سال ۲۰۱۵ جام را از آن خود کرد.

## تاریخچه
افتتاحیه جام جهانی تعاملی فیفا (FIWC) در سال ۲۰۰۴ در سوئیس برگزار شد، طی سالهای گذشته این مسابقات رشد چشمگیری داشته است. در سال ۲۰۱۰، این رقابت‎‌ها برای اولین بار در رکوردهای جهانی گینس ثبت شد - اما تنها در سال ۲۰۱۳ بود که در این رقابت رکورد ثبت نام بیش از ۲.۵ میلیون بازیکن ثبت شد. در ۱ اکتبر ۲۰۱۵، جام جهانی تعاملی فیفا ۱۶ آغاز به کار کرد، که دوازدهمین دوره مسابقات بود. برای اولین بار در تاریخ این رقابت بازیکنان ایکس باکس وان و پلی استیشن ۴ به مصاف یکدیگر رفتند. با تعامل کنسول های جدید، تعداد شرکت کنندگان در مقایسه با سالهای گذشته که این رقابت‌ها فقط در کنسول  پلی استیشن ۳ در دسترس بود، به میزان قابل توجهی افزایش یافت. ۲.۳ میلیون بازیکن تلاش کردند تا به مسابقات گرند فاینال در شهر نیویورک راه پیدا کنند. در ۲۲ مارس ۲۰۱۶، محمد البشه از دانمارک عنوان این رقابت‌ها را در تئاتر آپولو بدست آورد و در مسابقه نهایی شان آلن از انگلیس را شکست داد. در سال ۲۰۱۸، جام جهانی تعاملی فیفا (FIWC) به جام جهانی الکترونیکی فیفا (FeWC) تغییر نام یافت. مسابقات گرند فاینال ۲۰۱۸ بین ۲ اوت ۲۰۱۸ تا ۴ اوت ۲۰۱۸ در ورزشگاه او۲ آرنا در لندن، برگزار شد. ۳۲ نامزد نهایی (۱۶ نفر در پلی استیشن ۴ و ۱۶ در ایکس باکس وان) در مرحله گروهی و مرحله یک شانزدهم در تاریخ ۲ اوت ۲۰۱۸ به مصاف یکدیگر رفتند که مرحله یک هشتم نهایی و مرحله یک چهارم نهایی در ۳ اوت ۲۰۱۸ برگزار شد. در مرحله نهایی در ۴ اوت ۲۰۱۸ برگزار شد.

## نتایج
| سال  | تاریخ      | میزبان(فینال) | قهرمان (لقب) [نام کنسول]                   | نایب‌قهرمان (لقب) [نام کنسول]               | نتیجه                                                         |
| ---- | ---------- | ------------- | ------------------------------------------ | ------------------------------------------ | ------------------------------------------------------------- |
| ۲۰۰۴ | ۱۹ دسامبر  | زوریخ         | تیاگو کاریچو دو آزوئدو                     | ماتیجا بیلجسکوویچ                          | ۱-۲                                                           |
| ۲۰۰۵ | ۱۹ دسامبر  | لندن          | کریس بولارد                                | گابور موکوش                                | ۲-۵                                                           |
| ۲۰۰۶ | ۹ دسامبر   | آمستردام      | آندریس اسمیت                               | ولفگانگ مایر                               | ۴-۶                                                           |
| ۲۰۰۸ | ۲۴ می      | برلین         | آلفونسو راموس                              | مایکل ریبیرو                               | ۱-۳                                                           |
| ۲۰۰۹ | ۲ می       | بارسلون       | بروس گرانک                                 | روبن مورالس زرسرو                          | ۱-۳                                                           |
| ۲۰۱۰ | ۱ می       | بارسلون       | نناد استویکوویچ                            | آیهان آلتونداگ                             | ۱-۲                                                           |
| ۲۰۱۱ | ۷-۹ ژوئن   | لس آنجلس      | فرانسیسکو کروز                             | خاویر مونوز (Janoz)                        | ۱-۴                                                           |
| ۲۰۱۲ | ۲۱-۳۲ می   | دبی           | آلفونسو راموس                              | بروس گرانک                                 | ۰-۰ (در ضربات پنالتی: ۴-۳)                                    |
| ۲۰۱۳ | ۶-۸ می     | مادرید        | بروس گرانک                                 | آندره تورس ویورو                           | ۰-۱                                                           |
| ۲۰۱۴ | ۲-۳ جولای  | ریو دو ژانیرو | اوت روزنمایر (Agge)                        | دیوید بایت‌وِی (Davebtw)                     | ۱-۳                                                           |
| ۲۰۱۵ | ۱۷-۱۹ می   | مونیخ         | عبد العزیز الشهری (Mr D0ne) [پلی استیشن ۴] | جولین داسونویل [ایکس باکس وان]             | ۰-۳                                                           |
| ۲۰۱۶ | ۲۰-۲۲ مارس | نیویورک       | محمد البشه (Bacha) [ایکس باکس وان]         | سین آلن (Dragonn) [پلی استیشن ۴]           | ۲-۲ , ۳-۳ (۵-۵ مجموع. البشه گل زده بیشتری در خانه حریف داشت.) |
| ۲۰۱۷ | ۱۶-۱۸ اوت  | لندن          | اسپنسر ایلینگ (Gorilla) [ایکس باکس وان]    | کای وولین (Deto) [پلی استیشن ۴]            | ۳-۳ , ۰-۴ (۷-۳ مجموع.)                                        |
| ۲۰۱۸ | ۲-۳ اوت    | لندن          | موساد الدوساری (MsDossary) [ایکس باکس وان] | استفانو پینا [پلی استیشن ۴]                | ۰-۲ , ۰-۲ (۰-۴ مجموع.)                                        |
| ۲۰۱۹ | ۲-۴ اوت    | لندن          | محمد هارکوس (MoAuba) [پلی استیشن ۴]        | موساد الدوساری (MsDossary) [ایکس باکس وان] | ۱-۱ , ۱-۲ (۳-۲ مجموع.)                                        |
| ۲۰۲۰ | TBA        | TBD           | TBD                                        | TBD                                        | TBD                                                           |

## قالب

### انتخابی آنلاین
مسابقات انتخابی آنلاین این رقابت‌ها در شبکه‌های پلی‌استیشن و ایکس باکس برگزار می شود و از طریق آخرین نسخه EA Sports FIFA در ایکس باکس وان و پلی استیشن ۴ می‌توان به آن دسترسی داشت. بازیکنان از طریق مسابقات حذفی در کنسول که در آن ۱۶ بازیکن برتر به مرحله نهایی جام راه می‎‌یابند، واجد شرایط هستند. بازیکنان همچنین می توانند با رقابت و پیروزی در یکی از مسابقات سری جهانی FIFA در طول فصل، به طور خودکار واجد شرایط جام مذکور شوند.

### گرند فاینال
در گرند فینال ۳۲ بازیکن شرکت می کنند. شرکت کنندگان به چهار گروه (دو گروه برای هر کنسول) تقسیم می شوند که ۱۶ بازیکن برتر به مرحله حذفی راه پیدا می‌کنند. در حالی که مرحله گروهی، مرحله یک هشتم نهایی، یک چهارم نهایی و نیمه نهایی روی یک کنسول (ایکس باکس وان یا پلی استیشن ۴) انجام می شود، فینال یک بازی رفت و برگشتی است که در هر کنسول یک بازی دارد. گرند فاینال یک رویداد چند روزه است که قرعه کشی و رقابت به سه روز تقسیم می شود. در پایان مسابقه برنده در یک نمایش زنده جایزه‌اش را دریافت می‌کند.

### رتبه بندی جهانی
در سال ۲۰۱۶، رتبه بندی جهانی برای کمک به بازیکنان در مسابقات با توجه به نتایج قبلی آنها معرفی شد. این رده بندی هر دو مرحله انتخابی همان دوره و گرند فاینال دوره قبل را در نظر می گیرد.

## جایزه نقدی
قهرمان جام جهانی الکترونیکی فیفا ۱۸ ۲۵۰،۰۰۰ دلار جایزه نقدی و بلیط بهترین جوایز فیفا را دریافت کرد، جایی که فرصتی برای دیدار با بزرگترین‌های دنیای فوتبال واقعی دارد. عبدالعزیز الشهری، قهرمان جام جهانی الکترونی فیفا ۱۵ از عربستان سعودی، توانست کریستیانو رونالدو و لیونل مسی را ملاقات کند، در حالی که محمد البشه، قهرمان ۲۰۱۶ با مارسلو و مانوئل نویر دیدار کرد. نایب‌قهرمان جام جهانی الکترونیکی فیفا ۱۸ ۵۰،۰۰۰ دلار جایزه دریافت می کند.

## پخش
گرند فاینال به صورت زنده در یوتیوب و توییچ پخش می شود. برای اولین بار، مسابقه نهایی جام جهانی تعاملی فیفا ۱۶ از تلویزیون نیز پخش شد. این پخش در بیش از ۱۰۰ کشور جهان نشان داده شده است. فاکس اسپورتس ۱ فینال را به صورت زنده در ایالات متحده نشان داد. مجری این برنامه کی ماری مجری برنامه بود. فوتبالیست سابق آمریکایی الکسی لالاس و اسپنسر کارمایکل-براون (Spencer FC) این مسابقات را آنالیز کردند، لی اسمیت و جان استرانگ درباره این بازی‌ها اظهار نظر کردند. این جام توسط داوید ویا، فوتبالیست سابق تیم ملی اسپانیا تحویل داده شد.